# Poeta laureado

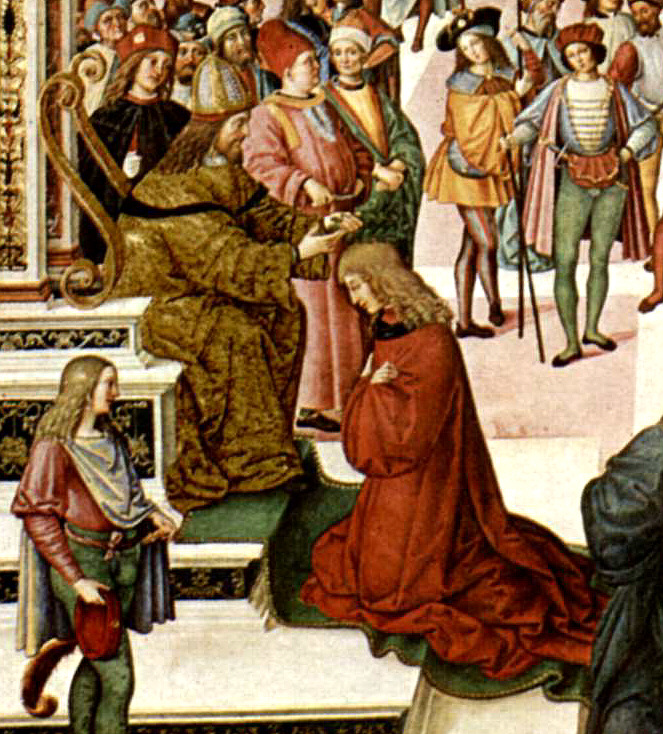
Fresco con la coronación de Piccolomini como poeta laureado por Federico III de Habsburgo, fresco de Pinturicchio, 1502-1507, en la biblioteca de la catedral de Siena.

Un poeta laureado es un poeta nombrado oficialmente por un gobierno y del que se espera que componga poemas para acontecimientos de Estado y gubernamentales. Según el Diccionario de la lengua española de la Real Academia Española, laureado es quien “ha sido recompensado con honor y gloria”. Proviene del verbo laurear, esto es, “coronar con laurel”, por lo que cobró sentido figurado como “premiar, honrar”. La palabra tiene su raíz en el término latino laurus.

## Historia
El laurel estaba consagrado en la antigua Grecia a Apolo y, por lo tanto, se usaba para formar una corona para honrar a poetas y héroes. Puesto que las personas que recibían la corona de laurel eran eminentes, el término laureado se generalizó para todas las personas distinguidas o que alcanzaban la gloria. El premio de una corona de laurel nace de una costumbre de Grecia y Roma de coronar al vencedor en el concurso poético o distinguirlo así oficialmente. De esta manera, el poeta obtenía fama perdurable. Ejemplos de poetas laureados en la Antigua Roma fueron Lucano y Estacio.
La tradición se recuperó en la Italia bajo medieval, adquiriendo gran desarrollo en el Sacro Imperio Romano Germánico a lo largo de los siglos XVII y XVIII.
El 30 de marzo de 1778 los entusiasmados espectadores de la sexta representación de la tragedia de Voltaire Irène en la Comédie-Française coronan al poeta. Voltaire se quitó inmediatamente la corona de laurel.
Inglaterra ha mantenido la tradición prácticamente desde el siglo XVI hasta nuestros días.
Las universidades europeas han tomado el término laureado para designar a sus licenciados: de ahí, por ejemplo, el inglés baccalaureate o el francés baccalauréat.

## Países con poetas laureados
Muchos países nombran poetas laureados, siendo los más conocidos los del Reino Unido.

### Italia

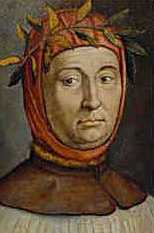
Francesco Petrarca, poeta laureado por excelencia.

El primer poeta laureado del que se tiene noticia, posterior a los tiempos antiguos, es Günther de Pairis, que fue coronado por el emperador Federico Barbarroja.
Albertino Mussato, un protohumanista, es coronado en 1314 por el obispo y el rector de la universidad de Padua, gracias a su tragedia 'Ecerinis'.
Petrarca (1304-74) fue coronado como poeta laureado en Roma, a petición del Senado de la ciudad, rechazando el ofrecimiento que en el mismo sentido le hizo el canciller de la Universidad de París. Por aquella época se daba a conocer sobre todo como filólogo, dedicado al estudio de las obras clásicas latinas. Gozaba del mecenazgo de los Colonna, interesados en reforzar su imagen a través de este simbólico reconocimiento. De Vaucluse, donde vivía por aquel entonces, Petrarca marchó a Nápoles, donde se entrevistó con el rey Roberto de Anjou y, de allí, a Roma, donde se realizó la ceremonia en el mes de abril de 1341. Petrarca pronunció su discurso de la coronación (la “Collatio laureationis”), posteriormente fue coronado por el senador Ursus d’Anguillara y recibió el “Privilegium lauree” que certificaba la coronación y carta de ciudadanía romana. Petrarca se convierte en el epítome de poeta laureado.
Otros poetas italianos que recibieron esta distinción fueron:
- Zanobi da Strada es coronado en 1355 por el emperador Carlos IV en Pisa.
- Enea Silvio da Piccolomini (más tarde papa Pío II) es coronado por el emperador Federico III en 1442.
- Lorenzo Valla vive como poeta laureado desde 1437 en la corte del rey Alfonso V de Aragón en Nápoles.
- Francesco Filelfo es coronado en 1453 en Roma como poeta laureado.

Torquato Tasso murió el día antes de su coronación como poeta laureado el 26 de abril de 1595.

### Reino Unido
Es el país en el que mayor éxito ha tenido el término para designar durante siglos al poeta oficial del monarca. Actualmente existe también un laureado de niños. El poeta laureado es propuesto por el primer ministro y nombrado por el monarca.
Se institucionalizó en tiempos de los Estuardo, pero anteriormente hubo poetas vinculados a los reyes los que recibieron este título, como Chaucer, Gower, Kay, Andrew Bernard, Skelton, Robert Whittington, Richard Edwards, Spenser y Samuel Daniel; W. Hamilton los considera "laureados voluntarios".

#### Edad Media
Los reyes medievales ingleses incluyeron versificadores y trovadores en sus séquitos. Las instituciones académicas honraron a algunos de tales hombres con el título de poeta laureado.
Según Wharton, Enrique I pagó 10 chelines al año a un Versificator Regis (Poeta del Rey).
Otros versificatores regis posteriores fueron Gulielmus Peregrinus (del rey Ricardo Corazón de León) y Master Henry (Maestro Enrique), de Enrique III.
Geoffrey Chaucer (h. 1343-1400) fue considerado poeta laureado, en calidad de título no oficial. Estuvo muy ligado a la Corona inglesa, recibiendo diferentes pensiones, desde la de 20 marcos que le concediera el rey Eduardo III en 1367. En 1374 se le concedió un cántaro diario de vino, lo que en el futuro sería una remuneración añadida al cargo de poeta laureado.
El poeta John Kay se describió a sí mismo como el "humilde poeta laureado" del rey Eduardo IV, 1461-1483.

#### Tudor
Bernard Andre de Toulouse (1450-1522), autor de Vita regis Henrici Septimi se llamó a sí mismo Poeta Laureado bajo Enrique VII.

John Skelton fue el Poeta Laureado de Enrique VIII. Skelton estudió en la Universidad de Oxford a principios de los años 1480. Pronto se hizo famoso por su retórica, sátira y traducciones. En 1488 Skelton se unió a la corte de Enrique VII, siendo tutor del príncipe Enrique. Obtuvo el título de "poeta laureado" en 1488. También le confirieron este título la Universidad de Lovaina en 1492, y por la de Cambridge en 1492-3. Fue el poeta real oficial durante casi cuarenta años. Que era muy estimado lo demuestra la mención que de él hace Caxton en el prefacio de su The booke of Eneydos (El Libro de la Eneida compilado por Virgilio), 1490: "Pero ruego al maestro John Skelton, creado recientemente poeta laureado por la Universidad de Oxford, que supervise y corrija este libro".
A finales de siglo, Edmund Spenser († 1599) obtuvo una pensión de la reina Isabel I.

#### Estuardo

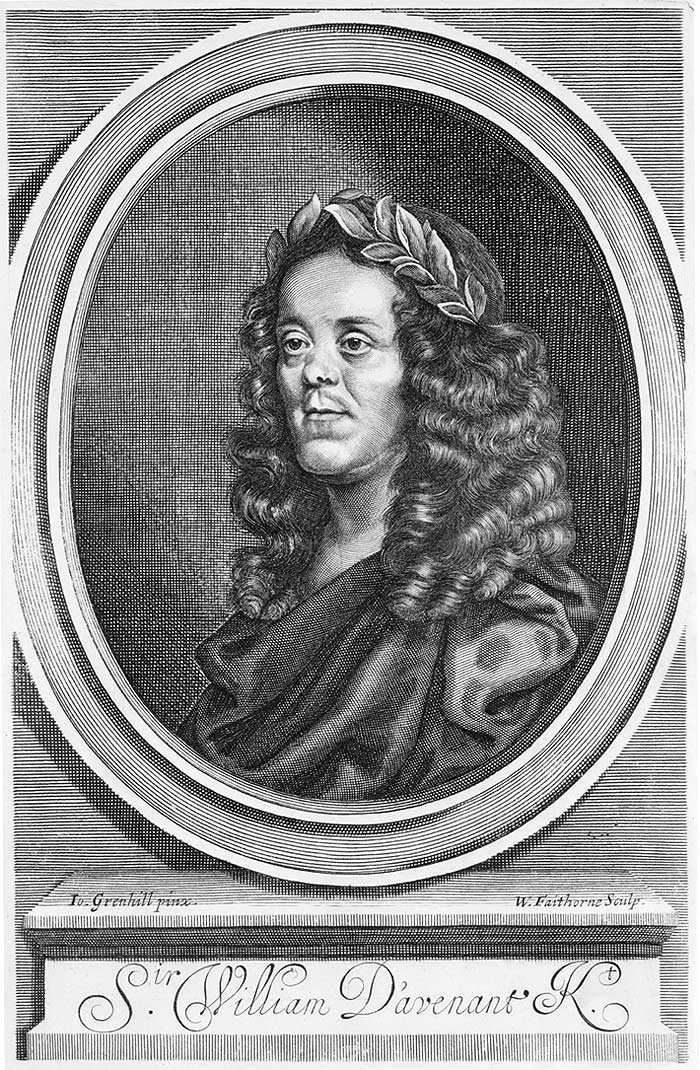
William Davenant, poeta coronado de laurel.

Después de la muerte de Spenser, el cargo fue conferido de manera más regular.
En 1599 fue nombrado Samuel Daniel.
Jacobo I esencialmente creó el cargo tal como se conoce hoy para Ben Jonson en 1617, aunque el nombramiento parece que no llegó a ser oficial. El cargo implicaba recibir un salario y algo de vino. Así, Jonson recibió primero una pensión de 100 marcos, y más tarde una bota de "vino de Canarias". Con el tiempo, el vino de Canarias fue sustituido por jerez.
En 1637 fue nombrado sir William Davenant, ahijado de William Shakespeare.

#### Nombrados por cartas patentes
La Restauración inglesa implicó la reinstauración de este título honorífico, remunerado con un barril de vino (coñac o jerez. Desde los tiempos de Carlos II, el título fue vitalicio, a cambio de que el poeta compusiera obras en las ocasiones más solemnes, como odas a los cumpleaños del rey. Fue conferido por primera vez mediante patentes reales a John Dryden en 1670, dos años después de la muerte de Davenant. Dryden tuvo una pensión de 300 libras e ingresos y un tonel de vino de Canarias.
No obstante, Dryden fue destituido en 1688 por ser católico y en su lugar fue nombrado Thomas Shadwell. Shadwell creó odas anuales por el cumpleaños y el año nuevo. El poeta laureado se convirtió tradicionalmente en responsable de escribir y presentar poesía oficial para conmemorar acontecimientos personales, como el cumpleaños del rey y los nacimientos y matrimonios reales, y públicos, como coronaciones y victorias militares.
Los poetas laureados del siglo XVIII fueron:
- 1692: Nahum Tate
- 1715: Nicholas Rowe
- 1718: Reverendo Laurence Eusden
- 1730: Colley Cibber
- 1757: William Whitehead, ante el rechazo de Thomas Gray
- 1785: Reverendo Thomas Warton, ante el rechazo de William Mason
- 1790: Henry James Pye
- 1843: Thomas Campbell recibe el título de Poeta laureado.

Pye fue el primer poeta laureado que optó por no recibir el añadido del vino y, en su lugar, obtuvo el valor en metálico: 27 libras, debido a las deudas acumuladas.
A comienzos del siglo XIX el cargo había caído en cierto descrédito. No obstante, cobró nuevo lustre gracias a los siguientes poetas laureados: Southey, Wordsworth y Tennyson. Le fue ofrecido el cargo a sir Walter Scott, que lo rechazó, siendo entonces nombrado Robert Southey en 1813.
A este le siguió, en 1843, William Wordsworth, quien antes de aceptarlo estipuló que no podía esperarse composiciones poéticas a cada ocasión solemne.
Después de él, le fue ofrecido a Samuel Russell, quien lo rechazó. Fue ocupado entonces (1850) por Alfred Tennyson, que en general estuvo bastante satisfecho con la composición de poemas cuando la ocasión lo exigía. Tennyson también prefirió sus 27 libras a la bota de vino, lo que hicieron en adelante los demás poetas laureados.
A la muerte de Tennyson hubo un considerable sentimiento de que no había sucesor posible, William Morris y Swinburne difícilmente eran adecuados como poetas de corte. Sin embargo, pareció peor romper la tradición por motivos meramente coyunturales que nombrar a alguien de genio inferior al de Tennyson. Ya con anterioridad se había pedido la abolición del cargo, a la muerte de Wharton y de Wordsworth. Edgard Gibbon había condenado la artificial aproximación a la poesía que el cargo implicaba:
Desde Augusto hasta Luis, la musa ha sido demasiado a menudo falsa y venal: pero yo dudo mucho que ninguna era o corte pueda obtener una producción similar de un poeta estipendiario, quien en cada reinado, y en todos los acontecimientos, sea capaz de embellecer dos veces al año una medida de alabanza y verso, de manera que pueda ser cantado en la capilla, y, creo, en la presencia del soberano. Y libremente digo que el mejor momento para abolir esta ridícula costumbre es cuando el príncipe es un hombre virtuoso y el poeta un genio. — Gibbon: Historia de la decadencia y caída del Imperio romano: Capítulo LXX (nota al pie)
Los siguientes poetas laureados fueron:
- 1896: Alfred Austin, ante el rechazo de William Morris
- 1913: Robert Bridges
- 1930: John Masefield, OM
- 1967: Cecil Day-Lewis, CBE

En 1972 fue nombrado sir John Betjeman, CBE, quien pidió a la reina Isabel II su vino, lo que la soberana británica cumplió enviándole anualmente doce botellas de jerez de sus propias bodegas.
- 1984: Ted Hughes, OM, ante el rechazo de Philip Larkin
- 1999: Andrew Motion

Tanto Hughes como Motion visitaron Jerez de la Frontera, recogiendo su bota de sack o jerez.

#### Escocia y Gales
El Scots Makar es el equivalente no pagado de un poeta laureado que representa y promociona la poesía en Escocia. El 16 de febrero de 2004, el profesor Edwin Morgan fue nombrado para el cargo.
Gales tiene una larga tradición de poetas y bardos de patronazgo real, con extensos escritos de los poetas medievales. En tiempos modernos, su primer poeta nacional es Gwyneth Lewis.

### Alemania
En la zona del Sacro Imperio la coronación de los poetas correspondió sobre todo a las universidades.
El primer alemán que recibe la corona de laurel que lo distingue como poeta laureatus fue Conrad Celtis, el 18 de abril de 1487, por el emperador Federico III en Núremberg.
Le siguieron Johannes Cuspinianus (Spießheimer) (1493, por el emperador Federico III) y Jakob Locher (1497, por el emperador Maximiliano I).
El emperador Maximiliano I en 1501 transfirió el collegium poetarum atque mathematicorum privilegium creandi poetas. Los poetas laureados tenían derecho a impartir lecciones de poética y retórica en todas las universidades del reino. Debido a la institucionalización académica, los emperadores coronaban sólo a algún poeta aislado y dejaban que las universidades o sus rectores nombraran al resto. Durante el siglo XVI fueron nombrados:
- Johannes Aesticampianus y Heinrich Bebel fueron coronados como poetas laureados en 1501.
- Son coronados poetas laureados por el emperador Maximiliano I: en 1505 el alsaciano Thomas Murner, en 1512 el suizo Heinrich Loriti, llamado Glarean, y el 12 de marzo de 1514 en Linz su compatriota Joachim von Watt.
- Ulrich von Hutten recibe la corona de poeta del emperador Maximiliano I en el año 1517.
- Paul Melissus Schede se convierte en 1561 en poeta laureado.
- Georg Fabricius es coronado en 1570 por el emperador Maximiliano II.
- Philipp Nicodemus Frischlin se convierte en poeta laureado en 1576 por obra del emperador Rodolfo II.
- Johannes Posthius recibe el título en 1577.
- En 1593 es coronado Friedrich Taubmann como poeta laureado. Su corona de laurel brocada en oro es recibida hasta el día de hoy.
- El letrado, teólogo y profesor Balthasar Exner (Exner de Hirschberg), natural de Silesia, recibe en 1599 el título de Poeta Laureado del Emperador Rodolfo II de Alemania.

Del siglo XVII son:
- En 1604 fue coronado Johannes Fortmann (1576-1654), Konrektor en Wernigerode.
- Martin Rinckart es nombrado poeta laureado en 1615.
- En 1616 recibe su nombramiento imperial Caspar Brülow.
- Martin Opitz (1597-1639) recibe este honor en 1625 del emperador Fernando II por su improvisación en latín Panegyricum e incluso es ennoblecido en 1627.
- El conde palatino imperial (Pfalzgraf) Georg von Schönborn coronó a Andreas Gryphius como poeta laureado.
- Johann Rist recibe el título en 1644, más tarde es nombrado Hofpfalzgraf, lo que le permite a su vez reconocer a otros como poetas laureados.
- Sigmund von Birken es coronado en 1645 en el patio de Wolfenbüttel. En 1654 recibe el nombramiento como noble y el título de Hofpfalzgraf.
- En 1652 es coronado Constantin Christian Dedekind por Johann Rist como poeta laureado.
- 1654 el Hofpfalzgraf Rist corona también a Georg Greflinger.
- Wenzel Scherffer von Scherffenstein (1598-1674) recibe este honor en 1656 gracias a su obra maestra Geist- und weltliche Gedichte.
- En 1658 es coronado Balthasar Kindermann por Rist.
- En 1671 Birken corona a Quirinus Kuhlmann debido a su colección de sonetos Himmlische Libes-Küsse.
- 1679 es coronado brevemente Johann Sebastian Mitternacht antes de su muerte.

Debido a los numerosos nombramientos de poetas laureados por las universidades, a mediados del siglo XVII el título había perdido toda su distinción. Johann Christian Günther, poeta laureado en 1716, acabó en prisión por deudas al año siguiente. La coronación de Christoph Otto von Schönaichs por Gottsched es rechazada por sus contemporáneos.
En 1733 es distinguida Christina Mariane von Ziegler de la Universidad de Wittenberg como poetisa laureada.
En la época de la Ilustración los propios poetas no mostraban interés en esta coronación y de hecho Goethe lo rechazó. La última distinción como poeta laureado otorgada por el imperio data de 1804. Con el fin del Sacro Imperio Romano Germánico en 1806 desapareció también el poeta laureado en Alemania.
Aún en 1962 es coronado Josef Eberle como poeta laureatus por el seminario de filosofía de la Universidad de Tubinga.

### Polonia
Los poetas neolatinos polacos fueron nombrados poetas laureados por los Papas: Klemens Janicki (1540) y Maciej Kazimierz Sarbiewski (1623).

### Estados Unidos
La Biblioteca del Congreso de los Estados Unidos ha nombrado desde 1937 un Asesor oficial sobre Poesía. Una ley del congreso cambió el nombre del cargo en 1985 a la de Poeta Laureado Asesor en Poesía de la Biblioteca del Congreso. En 2006, el poeta laureado de los Estados Unidos era Donald Hall. Anteriormente lo fueron Fred Chappell, Elizabeth Bishop, Robert Frost, Karl Shapiro, Robert Penn Warren y Joseph Brodsky, entre otros.
Muchos estados de los Estados Unidos tienen poetas laureados oficiales. La moda también alcanzó a ciertas ciudades. La mayor parte de los que ostentan el título alcanzan eminencia por competición pública, algunos han suscitado igualmente controversia por lo que hacen en su cargo y, como en el caso de Amiri Baraka, a veces han sido destituidos.

### Otros países y organismos
Otros países (como Sudáfrica) y organizaciones (como las Naciones Unidas) han seguido el ejemplo.
El poeta laureado parlamentario canadiense es nombrado como funcionario de la Biblioteca del Parlamento. Los candidatos deben ser capaces de escribir en inglés o en francés, deben tener un historial de publicaciones sustancial (incluyendo poesía) que muestre su excelencia literaria y deben tener trabajos escritos que reflejen Canadá, entre otros criterios.
Kannadasan fue el poeta laureado de Tamil Nadu al tiempo de su muerte.
William Auld es a veces considerado el poeta laureado de Esperantujo.
Desde 1552, fue coronado como poeta laureado en Alcalá de Henares el mejor poeta de los certámenes literarios que tenían lugar cada año en la festividad del Corpus Christi. En el ámbito del idioma castellano, cabe citar a:
- Manuel José Quintana, que fue laureado en 1855 por Isabel II en un solemne acto de Coronación poética.
- Numa Pompilio Llona, que fue en 1904 coronado por la poetisa Dolores Sucre, poeta laureado de la Universidad de Guayaquil.
- José Santos Chocano, poeta laureado en Lima (1922).
- Javier del Granado, poeta laureado boliviano (1913-1996).
- Virgilio Olano (nacido en 1945), reconocido como poeta laureado por la Asociación Mundial de poetas.